# 纳撒尼尔·克莱因
纳撒尼尔·埃德温·克莱因（英語：Nathaniel Edwin Clyne；1991年4月5日—），英格蘭足球運動員，司職右閘，出身水晶宮青訓系統，曾效力英超球會利物浦，目前效力于水晶宮，出生於英國的他，具有格林納達血統。

## 球會生平

### 水晶宮
克莱因就讀於倫敦蘭貝斯區斯特雷特姆的「湯馬士·格蘭主教學校」（Bishop Thomas Grant School）。初時在熱刺接受足球訓練，其後轉投水晶宮的青訓系統。克莱因於2008年10月18日聯賽主場對班士利首次上陣即以正選身份登場，兩天後與水晶宮簽署首份職業合約，為期三年，時任領隊沃诺克表示克莱因「前途一片光明」。首個球季即穩佔正選席位，為球隊在聯賽上陣26場，僅1場為後補身份，另在英格蘭足總盃上陣3場，季後克莱因再獲水晶宮提供三年新約，而他亦被傳是英超球會新特蘭的收購目標，但其後斯蒂夫·布鲁斯否認其事。
2009年12月8日聯賽作客對雷丁，克莱因於開賽後僅7分鐘為球隊先拔頭籌，兼射入個人首個入球，協助球隊4-2奏凱而回。水晶宮於2010年1月27日因財困進行債務重組，旗下有潛質的青年球員紛紛成為大球會獵物，2月1日冬季轉會窗關閉前一天，英超球會狼隊與水晶宮債務托管人達成收購克莱因的金額協議，但為克莱因一口拒絕，領隊沃诺克對他的留隊決定大表欣慰，並認為狼隊的70萬英鎊出價僅是克莱因真正身價的三份一。克莱因表示他無意追隨约翰·保斯托及域陀·摩西斯的腳步離隊轉投英超球會，而希望留在英冠母會繼續參賽，未來的前景將會更好。3月14日的「2010年足球聯賽頒獎禮」，克莱因獲選為「四四二年度最佳青年球員」（FourFourTwo Young Player of the Year）。

### 修咸頓
2012年7月19日克莱因加盟新升英超的修咸頓，簽約四年，雖然他與水晶宮的合約已經屆滿，修咸頓仍須付出一筆沒有透露金額的補償金才可羅致克莱因。

### 利物浦
2015年7月1日，克莱因以1250萬英鎊轉投英超球會利物浦。2019年1月，克莱因外借去伯恩茅斯到2018/19球季结束。2020年7月，基尼與利物浦完約後離隊。

### 水晶宮
2020年10月14日，水晶宮宣布與基尼簽署短期合約，離開足球會八年後重新加入。

## 國家隊
2009年8月27日克莱因獲英格蘭U19首次徵召備戰對俄羅斯的友誼賽，9月8日主場對俄羅斯以正選身份首次上陣，於半場被替補離場。但他落選在斯洛文尼亚舉行的2010年歐洲U-19足球錦標賽外圍賽大軍名單，最終英格蘭3戰全勝首名晉級第二階段外圍賽。2009年10月29日克莱因以後補身份入選主場對土耳其名單，11月17日迎戰土耳其於下半場後補登場。2010年2月15日再獲徵召出征荷蘭的友賽名單，3月2日對荷蘭再次以正選身份上陣，雙方1-1平手完場。

## 榮譽

### 荣誉
利物浦
- 英格蘭聯賽盃亞軍：2015-16
- 歐洲足協盃亞軍：2015-16
- 歐洲聯賽冠軍盃冠軍：2018–19、 亞軍：2017–18

水晶宫
- 英格兰足总杯冠軍：2024–25[24]
- 英格蘭社區盾冠軍：2025[25]

### 個人榮譽
- 水晶宮年度最佳青年球員：2008/09；2009/10
- 水晶宮年度最佳球員：2010/11
- 英格蘭聯賽年度最佳青年球員：2009/10
- PFA年度最佳陣容：2011/12

## 外部連結
- 足球数据库：纳塔涅尔·克莱因的球员统计数据
- 修咸頓官網簡歷